# 春夏秋冬代行者
『春夏秋冬代行者』（しゅんかしゅうとうだいこうしゃ）は、暁佳奈による日本のライトノベル作品。イラストはスオウが担当している。電撃文庫（KADOKAWA）より2021年4月から刊行されている。
「次にくるライトノベル大賞2021」では書き下ろし新作部門で8位、書店員が選ぶ！ 私のイチオシ作品部門で4位、「次にくるライトノベル大賞2022」では文庫部門で8位をそれぞれ獲得している。『このライトノベルがすごい!2022』では文庫部門で2位、新作部門では1位に選ばれている。2024年12月時点で電子版を含めたシリーズ累計部数は75万部を突破している。
メディアミックスとして、2022年7月から第1作『春夏秋冬代行者 春の舞』のコミカライズが『LaLa』（白泉社）9月号より小松田なっぱの作画により連載されている。また、2023年5月から外伝小説のコミカライズが『春夏秋冬代行者 百歌百葉』のタイトルで浅見百合子の作画により『電撃G'sコミック』（KADOKAWA）にて連載されている。
四季の神に代わって世界に季節を与える「四季の代行者」と、「代行者」を守護する「護衛官」の物語を描く。

## あらすじ
世界には冬しか季節がなく、冬は孤独に耐えかねて生命を削り春を創った。やがて大地の願いにより夏と秋も誕生し、四季が完成した。この季節の移り変わりを人の子が担うことになり、役目を果たす者は“四季の代行者”と呼ばれた＿＿。

## 登場人物
声は2021年11月公開のPVでの担当声優。
作劇上、特定の主人公に相当するキャラクターは定まっておらず、各巻でそれぞれのエピソードに対応する代行者と護衛官あるいは射手と守り人が持ち回りで事実上の主役を務める構成となっている。

### 代行者と護衛官
花葉 雛菊（かよう ひなぎく）
春の代行者。「生命促進」の能力を持つ。「四季降ろし」の際にさくら、狼星、凍蝶を庇って賊に誘拐されたが、10年の時を経て代行者へと復帰した。幼少期から狼星に思いを寄せている。
暁は当初の構想から春の代行者は少女と決めており、春に相応しい少女像を考えた。また、生い立ちおよび背後関係が分からないと理解しづらい可能性があったことから、細心の注意を払いながら執筆した。
姫鷹 さくら（ひめだか さくら）
声 - 花澤香菜
春の護衛官。10年前賊から雛菊を守れなかったことを悔やんでいる。凍蝶に剣術を学び慕っていたが、とあるきっかけで憎むようになった。
暁によれば当初の構想では少年だったが、雛菊の立場になって考えた結果少女にすることに決めたと述べている。
葉桜 瑠璃（はざくら るり）
夏の代行者であやめの双子の妹。「生命使役」の能力を持つ。明るく優しい性格だが姉には素直になれず、よく喧嘩している。あやめが護衛官を辞めることに反対している。
暁は代行者が死亡すると次の代行者が選ばれるという設定を利用して「自身の家族が代行者に選ばれたときに人はどうなってしまうのか？」という感情問題を描きたかったことから双子揃って誕生したと述べている。
葉桜 あやめ（はざくら あやめ）
夏の護衛官で瑠璃の双子の姉。自身の結婚を理由に護衛官を卒業しようと考えている。
祝月 撫子（いわいづき なでしこ）
秋の代行者。「生命腐敗」の能力を持つ。現行の代行者の中では最年少の新人である。竜胆に信頼と好意を寄せている。
暁は他の季節が少女主従、青年主従、姉妹主従だったことから最後の秋は年の差異性主従にしたと述べている。
阿左美 竜胆（あざみ りんどう）
秋の護衛官。本人は護衛官の仕事をビジネスと割り切っているつもりだが、無意識に撫子には過保護になっている。
寒椿 狼星（かんつばき ろうせい）
冬の代行者。「生命凍結」の力を持つ。「四季降ろし」の際、初恋の相手である雛菊が自らの責任で誘拐されたことを悔やみ続けている。
暁は当初の構想から冬は男性が主従になるように決めており、雛菊が好きになる男性のイメージを想像した結果誕生したキャラクターであると述べている。
寒月 凍蝶（かんげつ いてちょう）
声 - 日野聡
冬の護衛官。さくらに剣術を指南した。狼星と同じく、十年前雛菊やさくらを守れなかったことに責任を感じている。
暁は狼星を支えられる人物像として誕生したと述べている。

### 射手と守り人
巫覡輝矢（ふげき かぐや）
黄昏の射手。守り人の巫覡慧剣を息子同然に愛している。
巫覡慧剣（ふげき えけん）
黄昏の射手の守り人。暗狼事件の犯人、主人からの慈愛によって狼から人に戻る事が出来た。
巫覡花矢（ふげき かや）
暁の射手。守り人である弓弦の事が大切だからこそ自分にはない自由を与えたいと思い、彼を辞めさせようとしている。
巫覡弓弦（ふげき ゆづる）
父に代わって花矢に侍ることになった。仕事に誇りを持ち、花矢のことも好いているが主がは自分を辞めさせようとしているので腹立たしく思っている。

### その他（存在している組織など）
季節の里
春夏秋冬の各季節には里といわれる代行者を管理・育成する機関があり、基本的にこの里の指示により代行者は四季降ろしなどの仕事を行っている。
巫覡一族
各季節の代行者とは違い、射手と守り人は巫覡を性とする一族から輩出され、各季節の里ほど大規模な集団ではなく、縦のつながりで出来ている少数組織となっている。
四季庁
各季節の里などの独立した機関とは違い、国が四季の代行者や射手、里や巫覡一族に関与又は、サポートするためにある機関。代行者や射手、各里や巫覡一族に資金を提供している。
賊
作中の代行者達（またはその代行者の権能）を狙う敵対的存在の総称。過激派組織とも称される。
国家治安機構
大和の平和と安全を守る国防の機関。「豪猪（ヤマアラシ）」や荒神月燈などが所属している。

## 制作背景
『ソードアート・オンライン アリシゼーション リコリス』のシナリオを著者・暁佳奈が担当したことがきっかけで本作は電撃文庫での刊行となった。当初は1巻で完結させる予定だったが、描かなければならない場面の多さから1巻で収まらず苦労していたところに担当編集者からの提案で上下巻刊行となった。著者は上下巻刊行になったことで場面切り替えを多用した戦闘展開を多く取り入れることができ、各季節の見せ場を設けることが出来たとしている。
著者自身は幼少期に「なぜ月は追いかけてくるのか？」「なぜ季節は変わるのか？」といった事象を不思議に感じており、そこに科学的根拠を求めず幻想的な想像をして楽しんでいた。そして自身の幼少期の感受性を持ちながら形にして出来上がったのが本作であった。また、四季を司る神は日本においても昔から存在していることから、これに近いことをしたかったとも述べている。

## 既刊一覧

### 小説
- 暁佳奈（著）・スオウ（イラスト）、KADOKAWA〈電撃文庫〉、既刊8巻（2024年12月10日現在）
  - 『春夏秋冬代行者 春の舞 上』、2021年4月10日初版発行（4月9日発売[19]）、ISBN 978-4-04-913584-8
  - 『春夏秋冬代行者 春の舞 下』、2021年4月10日初版発行（4月9日発売[20]）、ISBN 978-4-04-913753-8
  - 『春夏秋冬代行者 夏の舞 上』、2022年7月10日初版発行（7月8日発売[21]）、ISBN 978-4-04-913944-0
  - 『春夏秋冬代行者 夏の舞 下』、2022年7月10日初版発行（7月8日発売[22]）、ISBN 978-4-04-913943-3
  - 『春夏秋冬代行者 暁の射手』、2023年1月10日初版発行（1月7日発売[23]）、ISBN 978-4-04-914686-8
  - 『春夏秋冬代行者 秋の舞 上』、2023年11月10日初版発行（同日発売[24]）、ISBN 978-4-04-915076-6
  - 『春夏秋冬代行者 秋の舞 下』、2023年11月10日初版発行（同日発売[25]）、ISBN 978-4-04-915078-0
  - 『春夏秋冬代行者 黄昏の射手』、2024年12月10日初版発行（同日発売[26]）、ISBN 978-4-04-915861-8

### 漫画
- 暁佳奈（原作）・スオウ（キャラクターデザイン）・小松田なっぱ（作画） 『春夏秋冬代行者 春の舞』 白泉社〈花とゆめコミックス〉、既刊6巻（2025年8月5日現在）
  1. 2023年1月4日発売[27][28]、ISBN 978-4-592-21276-8
  2. 2023年5月2日発売[29][30]、ISBN 978-4-592-21277-5
  3. 2023年11月2日発売[31]、ISBN 978-4-592-21278-2
  4. 2024年5月2日発売[32]、ISBN 978-4-592-21279-9
  5. 2025年2月5日発売[33]、ISBN 978-4-592-21280-5
  6. 2025年8月5日発売[34]、ISBN 978-4-592-22281-1
- 暁佳奈（原作）・スオウ（キャラクターデザイン）・浅見百合子（作画） 『春夏秋冬代行者 百歌百葉』 KADOKAWA〈電撃コミックスNEXT〉、既刊2巻（2024年12月10日現在）
  1. 2023年11月10日発売[35][36]、ISBN 978-4-04-915315-6
  2. 2024年12月10日発売[37]、ISBN 978-4-04-916157-1

## テレビアニメ
2025年4月に『春夏秋冬代行者 春の舞』のタイトルでテレビアニメ化が発表された。

### スタッフ
- 原作 - 暁佳奈[38]
- 原作イラスト - スオウ[38]
- 監督 - 山本健[38]
- アニメーションアドバイザー - 古橋一浩[38]
- シリーズ構成 - 久尾歩[38]
- キャラクターデザイン - 鳥井なみこ[38]
- ビジュアル開発・イメージボード - 米谷聡美[38]、久保雄太郎[38]
- 美術監督 - 竹田悠介[38]
- 色彩設計 - 中村絢郁[38]
- 撮影監督 - 野澤圭輔[38]
- 編集 - 柳圭介[38]、ACE[38]
- 音響制作 - 東北新社[38]
- 音響監督 - 木村絵理子[38]
- アニメーションプロデューサー - 大谷丞[38]
- ラインプロデューサー - 佐藤慧介[38]
- アニメーション制作 - WIT STUDIO[38]